# İctimai
İctimai (İctimai Televiziya və Radio Yayımları Şirkəti, İTV) is een Azerbeidzjaanse televisiezender. De zender werd opgericht in augustus 2005. İctimai is een publieke zender maar heeft geen connecties met de overheid. Andere publieke zenders zoals AzTV hebben dit wel.

## Ictimai en EBU
İctimai is sinds 5 juli 2007 lid van de EBU. Hierdoor neemt Azerbeidzjan sinds 2008 deel aan het Eurovisiesongfestival en sinds 2012 aan het Junior Eurovisiesongfestival. Azerbeidzjan won het Eurovisiesongfestival in 2011 en mocht het organiseren in 2012.